# Xavier Solano i Bello
Xavier Solano i Bello (Barcelona, 1976) és un politòleg català llicenciat en Ciències Polítiques i de l'Administració Pública per la Universitat Pompeu Fabra. Al 2005 va ser assessor de la diputada laborista Wendy Alexander i treballà al Departament de Salut del Govern Escocès. Després passà a assistir l'aleshores diputada al Parlament Escocés pel SNP Nicola Sturgeon. Des del 2007 forma part del Cercle d'Estudis Sobiranistes.
El 2008 fou nomenat delegat del Govern de la Generalitat de Catalunya al Regne Unit, càrrec que exercí fins a l'any 2011 quan passà a ser analista polític per al SNP al Parlament Britànic.

## Obra
L'any 2007 publicà el llibre El Mirall Escocès. Una visió catalana del procés obert cap a la independència, on descriu el moviment independentista escocès i el compara amb el català.